# Anne-Alexandre-Marie de Montmorency-Laval
Anne Alexandre Marie Sulpice Joseph de Montmorency-Laval, 2e duc de Laval (Paris, 22 janvier 1747 - Paris, 30 mars 1817) est un homme politique et militaire français.

## Biographie

### Vie privée
Il est le fils de Guy de Montmorency-Laval, 1er duc de Laval (1723-1798) et de Jacqueline de Bullion de Fervaques (1720-1795).

### Vie publique
Depuis 1773, le duc de Laval est affilié à la franc-maçonnerie[réf. nécessaire].
Il participe à la guerre d'indépendance des États-Unis, et est membre fondateur de la Société des Cincinnati. Maréchal de camp en 1789, il choisit d'émigrer pendant la Révolution française.
Son troisième fils,  chevalier de Malte de minorité le 18 mai 1782, mort le 14 septembre 1793, d'une blessure qu'il reçut à la défense du camp retranché de Bundenthal, à l'avant-garde de l'armée de Condé ;
Au retour des Bourbons, il est fait « pair à vie » le 4 juin 1814 et accède au grade de lieutenant général le 8 juin suivant. Il vote pour la mort au procès du maréchal Ney.
Il est commandeur de l’ordre de Saint-Louis.
À sa mort le 30 mars 1817, la pairie attachée au titre de duc de Laval est rendue héréditaire le 31 août suivant (sans majorat). Il est inhumé au cimetière du Père-Lachaise.

## Famille
Il épouse, le 30 décembre 1764, Marie Louise Mauricette de Montmorency-Luxembourg (1750-1829), fille de Joseph Maurice Annibal de Montmorency-Luxembourg, comte de Luxembourg et de Françoise Martine Thérèse Le Peletier de Rosanbo. Ils ont quatre enfants.
- Guy Marie Anne Louis de Montmorency-Laval, marquis de Laval (25 août 1767 - 12 février 1786) épouse Pauline Renée Sophie de Voyer de Paulmy d'Argenson (15 mai 1767 - 6 juin 1791), dont descendance ;
- Adrien de Montmorency-Laval, 3e duc de Laval (29 octobre 1768 - 6 juin 1837) épouse Bonne Charlotte Renée Adélaïde de Montmorency-Luxembourg (29 avril 1773 - 6 septembre 1840), dont descendance ;
- Achille Jean Louis de Montmorency-Laval, comte de Laval (25 juin 1772 - 14 septembre 1793), célibataire, sans enfants.
- Eugène-Alexandre de Montmorency-Laval, 4e duc de Laval (20 juillet 1773 - 2 avril 1851) épouse en premières noces Maximilienne Augustine de Béthune-Sully (27 septembre 1772 - 1833), sans descendance, puis épouse en secondes noces Françoise Xavière Nicole Constance de Maistre (27 janvier 1793 - 2 avril 1882), dont descendance,

## Distinctions

### Décorations françaises
- Commandeur de l'Ordre royal et militaire de Saint-Louis